# 星野克之
星野 克之（ほしの かつゆき、1999年8月24日 - ）は、ジャパンラグビーリーグワン三重ホンダヒートに所属するラグビーユニオン選手。

## プロフィール
- 愛知県出身[1]。
- ポジションはプロップ。
- 身長 186 cm、体重 116 kg
- 愛称はホシノ、かっちゃん。

## 略歴
16歳からラグビーを始めた。
2018年、栄徳高校卒業後、東海大学に入る。
2022年、三重ホンダヒートに加入。
2023年12月9日に行われたJAPAN RUGBY LEAGUE ONE第1節コベルコ神戸スティーラーズ戦にて途中出場でリーグワン公式戦初出場を果たした。
2024年、ハーレクインズへラグビー留学。